# مقاطعة ديد (جورجيا)
مقاطعة ديد (بالإنجليزية: Dade County)‏ هي إحدى المقاطعات في ولاية جورجيا في الولايات المتحدة الأمريكية.

## أعلام
- ماي أليسون